# Драгово
Дрáгово — село в Україні, у Закарпатській області, Хустському районі. Адміністративний центр Драгівської сільської громади. Видобувається мінеральна вода «Драгівська».

## Географія
Село Драгово розташоване в долині річки Теребля, за 35 кілометрів від райцентру — м. Хуст. Через територію села протікає річка Теребля. Річка Теребля має похил 11 ‰ і впадає в річку Тиса. На березі річки Теребля збереглася геологічна пам′ятка природи " Оголені скелі". Видобувається мінеральна вода «Драгівська».
«Драгівська» — вуглекисла хлоридно-гідрокарбонатна, натрієва, борна вода з мінералізацією 4,0-7,1 г/дм³. Драгівське (мінеральна вода) родовище відоме ще з часів язичництва, карпатські русини називали його «Цілющою криницею». У середні віки тут будували каплички та купелі, наприкінці XIX ст. існував розлив мінеральної води «Драгівська», але ці старожитності було знищено в роки Першої світової війни.

## Історія
На околиці Драгова в селі Становець знайдено сліди поселення епохи раннього палеоліту (100—150 тисяч років тому).
1329 р. за особливі заслуги перед короною угорський король подарував лицарям-братам Драгу та Валькові Хуст із замком, а також землі навколо міста, майже третину сучасного Закарпаття. Брати вирішили оселитись у Драговому. Після численних сутичок король силами іншого барона виселив Драга до Трансільванії.
Угорський історик В. Билваї у своїй книжці «Марамороське суспільство та його національності», виданій у Будапешті 1943 року, назвав точну дату заснування села — 1403 рік. На околиці Драгова в селі Становець знайдено сліди поселення епохи раннього палеоліту (100—150 тисяч років тому). Село часто перейменовували. Угорці його називали Кевешлігет (кам'яна долина).
24 жовтня 1944 року в Драгово ввійшли радянські війська. Сто чотири жителі села добровільно вступили в ряди Червоної армії, 24 — до складу 1-го Чехословацького армійського корпусу генерала Л. Свободи. П'ятдесят шість односельчан загинуло на фронтах Другої світової війни. У селі встановлено обеліск на честь односельчан, які загинули в боротьбі з фашизмом.
У 1946 році в Драгові відкрито середню школу, яку відвідували й учні з навколишніх сіл. Серед випускників другого випуску був Василь Миколайович Рішко, який тривалий час очолював обласне управління охорони здоров'я.
У 1948 році в селі був організований колгосп. У травні 1981 року було відкрито будинок культури. У жовтні 1989 року була введена в експлуатацію школа на 1176 учнівських місць.
Уродженцями села є багато видатних людей, зокрема Степан Росоха, один з активних діячів уряду Карпатської України, релігійний та культурний діяч,ісповідник віри, проректор Духовної Академії Василь Худа, письменник Микола Рішко, поетеса Христина Керита.

У селі Драгово майстрами художнього різьблення по дереву створені чудові вироби з дерева, картини, пано та інше. Все це можна оглянути на виставці по вул. Шевченка, 16.
На березі річки Теребля є геологічна пам'ятка природи — «Оголені скелі на березі р. Теребля», що віднесена до об'єктів природно-заповідного фонду місцевого значення.
У Драгово вже є традицією проводити восени фестиваль традиційного народного мистецтва «Яворові гуслі». Метою фестивалю є збереження традиційного народного мистецтва України, пропагування творчості самобутніх фольклорних колективів, окремих виконавців та майстрів декоративно-ужиткового мистецтва, формування духовного та естетичного смаку населення, розширення творчих зв'язків, обміну досвідом та інформацією в царині народної творчості.

## Храми
Доступним для відвідування в с. Драгово є Свято-Миколаївський храм, що заснований в 1868 році. Тут можна побачити стародавні ікони датовані 1860—1900 рр. Є пам'ятник Богдану Хмельницькому. Гетьман стоїть при виїзді з Драгового, обличчям до села, як прикордонник, але з булавою.
Визначною пам'яткою села є жіночий монастир Святого Архангела Михаїла, розташований за кілька кілометрів звідси в лісі. Але оскільки від монастиря до сусіднього села Драгово відстань також не велика, то майже всі офіційні джерела вказують місцезнаходження монастиря в с. Драгово–Забрідь, а сам монастир увійшов в історію як Драгівський. Драгівські та забрідські старожили розповідають, що монастир був сполучений підземним ходом (близько 13 км) з монастирем у селі Угля, Тячівського району, а в його підземеллях схована бібліотека з безцінними стародавніми книгами. Монастир зберігає велику святиню – частки мощей преподобних Києво-Печерських, які у 2001 р. були передані обителі преосвященнішим Іоанном, єпископом Хустським і Виноградівським.
Монастир св. арх. Михайла. 1935, 1989.
Церква св. арх. Михайла. 1989.
У 1705 р. Рішко Іван Ференцик збудував у Драгові монастир, землю для якого виміняли у Стефана Рошка.
Новий монастир збудовано зусиллями ієромонаха Вікентія (Василя Ороса) на місці старого монастиря, заснованого, за легендою, батьком або дідом румунського воєводи Баліци і магістра Драга близько XIII ст. і зруйнованого, як розповідають, кальвіністом Ілошваєм на третій день Великодня у 1870 р. На пам’ять про монастир селяни поставили хрест на місці престолу.
У 1913 р. Василь Орос довідався про старий монастир і дав обітницю відбудувати його. Згодом він узявся за це діло вже як ігумен кричівського храму. На його прохання Іван Коневшин безплатно виділив для монастиря 6 соток землі. Восени 1934 р. заклали фундамент церкви, а через рік готову споруду освятили. Незабаром збудували корпус на 5 келій для черниць з навколишніх сіл. У 1937 р. мешканець Драгова Стефан Гудь купив для скита дзвін.
У роки радянської влади в монастирі влаштували базу відпочинку хустської фетро-фільцевої фабрики.
У 1989 р. монахиня Євфимія очолила відновлення монастиря. До його спорудження доклав сил драгівський будівельник Василь Рішко. Іконостас різьбив Йосип Довганич.
Церква св. Миколи Чудотворця. 1868.
У 1751 р. в селі була дерев'яна церква св. Миколи з вежею та трьома дзвонами, у посередньому стані, прикрашена всіма образами. Вдруге дерев'яну церкву згадано в 1801 р. Тепер у Драгові — типова базилічна церква з каменю, яку було розмальовано і забезпечено новим іконостасом у 1900 р. і після цього благословлено о. Юлієм Руткаєм.
У 1937 р. мурник В. Сливко та бляхар провели ремонт церкви. На фасаді датою спорудження вказано 1877 р., а останній ремонт проведено в 1989 p.
На турні – чотири дзвони. Напис на великому дзвоні повідомляє, що дали його відлити Василій Драг Рішков, Калар Дамаскин та його син Василій за цісаря Франца Йосифа, єпископа Стефана Панковича, душпастиря Василія Сабова, а нижній фризик утворено написом: ЛИВЕНО ФРАНКОМ ВАЛСЕР У ПЕШТИ 1870 16 СЕПТЕМБРА.
Два менші дзвони виготовив Ф. Еґрі в 1922 р., а ще один має напис: «для греко-восточноі церкви в Драгові Вулшани года 1928». Перед головним фасадом кам'яний хрест позначає місце поховання Василя Рішка Карапчука (1839 – 1907), що був, очевидно, причетний до спорудження чи облаштування церкви.
У 1705 р. Рішко Іван Ференцик збудував у Драгові монастир, землю для якого виміняли у Стефана Рошка, а все село розчищало ділянку. У монастирі, що стояв у чудовому місці — на горбку під горою Велика Клива, між двома потічками, була добротна дерев'яна церква, посвячена єпископом Йосипом Стойкою.
За описом ігумена Антонія Коцака 1788 р., на дерев'яному престолі стояла «гробниця точена мальована», ікони були прикрашені вишитими рушниками, світичі і люстри були дерев'яні, іконостас — давній, дзвони — два. Люди приходили молитися з багатьох сіл. Місцевий пан, жорстокий і безбожний Лошвай розбив монастир, але на другий день загинув. Під Великою Кливою ще й тепер стоїть камінь на місці, де була церква, а місцевість називають Монастирем.
У єпископській бібліотеці у Пряшеві була книга «Небо Новое» Іоаникія Галятовського, видана у Львові 1665 p., з записом про те, що купив її Іоан Медицький 1709 р., а подаровано було книгу драгівській обителі Покрова пр. богородиці 14 грудня 1713 р.
Парох Драгова Степан Урста 1949 р. був засуджений органами НКВД на 25 р. каторги. Повернувся 1956 р. Проводив підпільні греко-католицькі богослужіння і повторно був засланий на 7 р. Помер у Білках 1988 року.

## Національний і релігійний склад населення
Населення села Драгово складає майже 5 тисяч. З початку 14 століття проживали українці та угорці. Приблизно з середини 14 століття тут з'явилися перші євреї.
Щодо релігійного складу то у 18 – 19 століттях в селі була більшість греко-католиків, євреїв та римо-католиків, лютеранів;  православних не було взагалі. Холокост поклав єврейській громаді поселення кінець. Після приходу радянської влади греко-католиків майже не залишилося. Вже у 20 столітті більшість людей стали православними. Зараз у 21 столітті православних майже 4000 жителів, греко-католиків майже 1000, а євреїв немає взагалі.

## Відомі люди

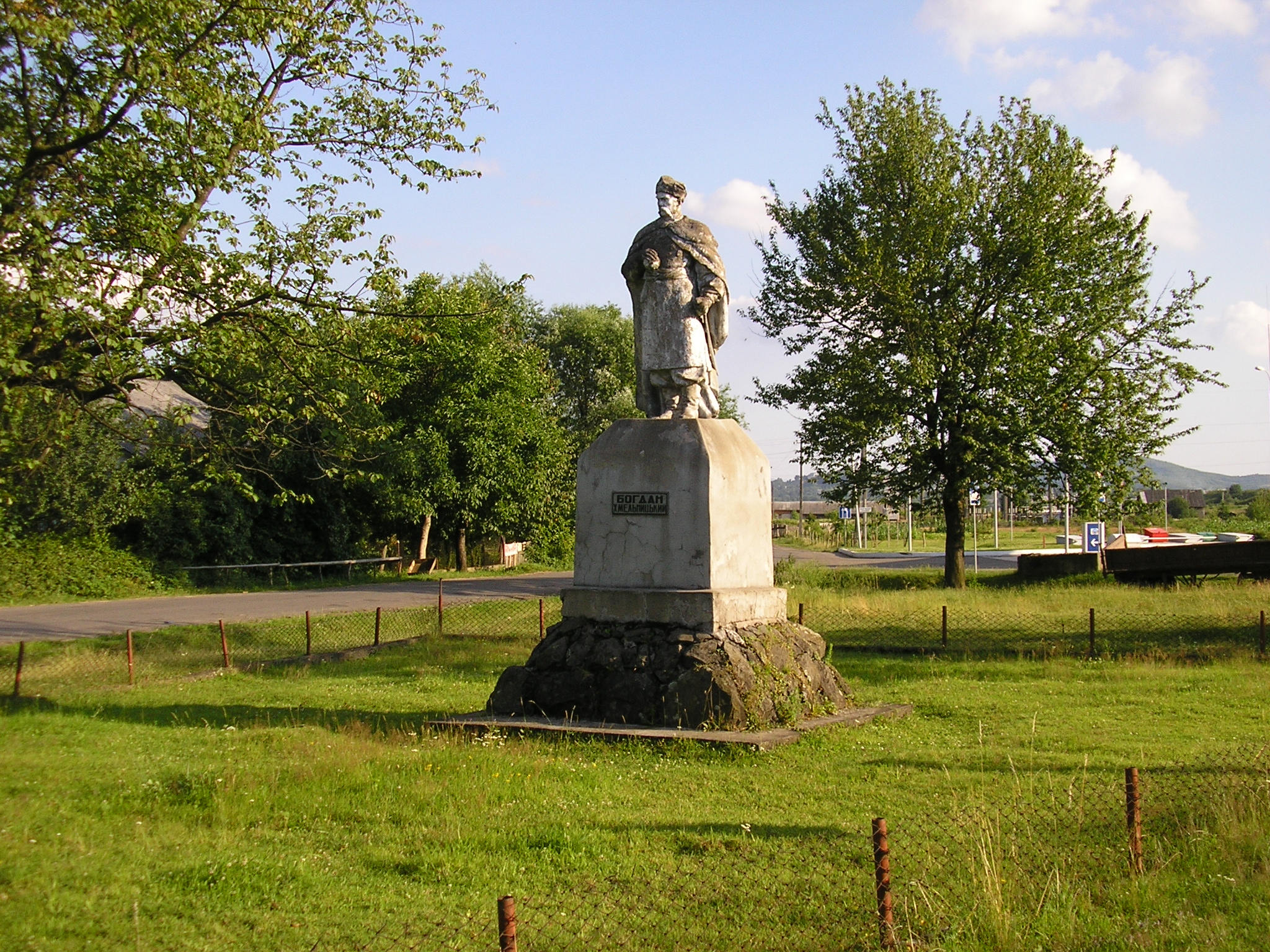
Пам'ятник Б. Хмельницькому у с. Драгово

Василь Васильович (Худа ) 2005 р .  н . Видатний православний діяч - місіонер , студент ПДС , сповідник Православ'я.  Ктитор Свято Николаївської Церкви в Драгові УПЦ. Майбутній патріарх 
- Рішко Микола — закарпатський поет, учитель.
- Росоха Степан — журналіст, видавець і політичний діяч на Закарпатті й еміграції. Голова Української Національної Оборони.
- Орест Сабо (8 жовтня, 1867, Драгово, Хустський район, Закарпатська область — між 1939 та 1944, Будапешт, Угорщина) — угорський політик, міністр у справах Руської країни. Після перемоги революції айстр в Угорщині та проголошення автономії Руської країни став міністром у справах Руської країни. 8 квітня 1919 року спробував створити некомуністичний русько-країнський уряд, однак спроба була невдалою.
- Олександр Попович (2010-) - Циркуник Драгівської Православної церкви Хустської Єпархії, І співає в крилосі. Заміняв Володимира

## Туристичні місця
- Становець знайдено сліди поселення епохи раннього палеоліту (100—150 тисяч років тому).
- пам'ятник Богдану Хмельницькому.
- храм св. Миколи Чудотворця. 1868.
-  геологічна пам'ятка природи — «Оголені скелі на березі р. Теребля»,
- Драгівське (мінеральна вода) родовище відоме ще з часів язичництва, карпатські русини називали його «Цілющою криницею». 